# سبوع
السبوع هو احتفال يقيمه المصريون للمولود بعد سبعة أيام (أسبوع) من مولده. وقد يقوم المسلمون بعمل عقيقة في ذلك اليوم. يعود أصل احتفال السبوع إلى المصريين القدماء.

## السبوع والعقيقة
على كل حال فإن السبوع من العادات التي يحرص المصريون على إقامتها وفي الآونة الأخير أهتم المسلمين بشعيرة العقيقة الإسلامية مع السبوع وهي عبارة شعيرة إسلامية وسنة عن رسول الله محمد بن عبد الله نبي الإسلام عبارة عن ذبيحة وإطعام الأهل والأقارب والفقراء. فأصبح بعض المصريون يقيمون الأثنين سويا.

## وصف السبوع
في بداية السبوع يوضع الطفل المولود داخل (غربال) وهو عبرة عن صينية قعرها عبارة عن شبكة ويوضع على طاولة عالية وبجواره إبريق لو كان المولود ذكرا أو قلة لو كان المولود أنثى.
ثم يحمل الغربال بالطفل ويوضع على الأرض ويبدأ ما يسمى ب«دق الهون» وهو عبارة عن صوت يصدر نتيجة دق الهون المعدني وتقوم به غالبا جدة المولود أو إحدى السيدات الكبيرات في السن وتردد وهي تدق هذا الهون عبارات بها وصايا للمولود كأن يكون مطيعا لوالديه أو غيره.
ثم تمر الام من فوق الطفل سبع مرات تردد خلالها السيدة التي كانت تدق الهون عبارات البسملة.
وبعد ذلك يوضع الغربال بالطفل مرة أخرى فوق الطاولة ويحمل الأطفال والكبار شموع بيضاء مشتعلة ويطوفون بالطاولة مرددين الأناشيد المشهورة للسبوع ثم يتم توزيع الحلوى على الأطفال.

## أناشيد السبوع
وأشهر الأناشيد الخاصة بالسبوع على الأطلاق نشيد لايعرف زمنه في التاريخ بالعامية المصرية بل إن المصريين لا يفهمون بعض الألفاظ التي يحتوي عليها من قدمه ولكنهم دائما ما يرددونه بحكم التراث والتقاليد
«حلاآتك برجالاتك حلأة دهب فوداناتك» و
«يارب ياربنا يكبر ويبقى زينا»
السبوع المصري